# Сауэр, Иван Адамович
Иван Адамович Сауэр (род. 11 июня 1958, с. Малиновка, Целиноградский район, Акмолинская область, Казахская ССР, СССР) — казахстанский организатор сельскохозяйственного производства, директор ТОО "Агрофирма «Родина», независимый директор АО "Национальная компания «Продовольственная контрактная корпорация», член совета директоров АО «КазАгроИнновация», Қазақстанның Еңбек Ері (Герой Труда Казахстана) (2013), кандидат экономических наук.

## Биография
Родился 11 июня 1958 года в селе Малиновка Целиноградского района.
В 1980 году окончил Целиноградский сельскохозяйственный институт по специальности «инженер-механик».
С 1980 по 1985 годы — бригадир тракторно-полеводческой бригады совхоза «Красный флаг» Целиноградского района.
С 1985 по 1987 годы — главный инженер совхоза «Красный флаг».
С 1987 года — директор совхоза «Родина», затем ТОО «Агрофирма „Родина“».
В 1994 году совхоз «Родина» был приватизирован по пилотному проекту и стал первым частным хозяйством в Республике Казахстан, а Сауэр И. А. стал его руководителем.
В 1989—1993 и 1999—2003 года — депутат Акмолинского областного маслихата.
В 2002 году защитил диссертацию на тему «Организационно-экономический механизм хозяйствования интегрированных структур в зерновом подкомплексе».
Иван Сауэр владеет ТОО «Агрофирма „Родина“» и «Тастак» (складирование и хранение зерна), также имеет доли в «Астана-Нан», ТОО «Жакен-1», «АФ-Отан».
Женат, имеет двоих дочерей, две внучки и один внук.
Воинское звание — полковник запаса.

## Награды
- Герой Труда Казахстана (каз. Қазақстанның енбек ері) (2013)[2]
- Орден Отан (2011)[3]
- Орден Парасат (2005)[4]
- Орден Достык (1996)
- Медаль «Шапагат»
- Медаль „Қазақстан Республикасының тәуелсіздігіне 10 жыл“ (2001)
- Медаль „Қазақстан Республикасының тәуелсіздігіне 20 жыл“ (2011)
- Медаль „50 лет Целины“
- Лауреат государственной премии имени А. И. Бараева (2008)
- Знак „Отличник образования Республики Казахстан“ (1998)
- Почётный гражданин Целиноградского района.
- Почётный академик Академии сельскохозяйственных наук Республики Казахстан.
- Почётный профессор Казахского государственного агротехнического университета имени С. Сейфуллина и единственный обладатель звании „выдающийся выпускник“.
- Серебряная медаль за меценатство в сфере образования (2008).
- Гран-при за огромный вклад в духовном и нравственном воспитании сельчан (2005, Министерство образования и науки Республики Казахстан)
- Орден „Слава и честь“ II степени» (2013, РПЦ)[5]
- Юбилейные медали